# Société européenne de biologie mathématique et théorique
La Société européenne de biologie mathématique et théorique (European Society for Mathematical and Theoretical Biology, ESMTB) est une société savante européenne fondée en 1991. 
Elle est membre de la Société mathématique européenne.

## Histoire et missions
L'ESMTB est fondée en 1991 durant la première Conférence européenne de mathématiques appliquée à la biologie et à la médecine à L'Alpe-d'Huez, en France.
La mission de l'ESMTB est de promouvoir les approches théoriques et les outils mathématiques en biologie et en médecine dans le contexte européen et au-delà. Cet objectif est poursuivi par l'organisation et le soutien d'universités d'été et de conférences, par les European Communications (anciennement infolettre) et l'information diffusée via le site. 

## Activités
L'ESMTB décerne annuellement le prix de thèse « Reinhart Heinrich Doctoral Thesis Award » pour la meilleure thèse dans le champ de la biomathématique.
Elle organise l'ECMTB, la conférence européenne bisannuelle de biologie mathématique et théorique. Tous les quatre ans, celle-ci est organisée conjointement avec la Society for Mathematical Biology.
L'ESMTB est notamment organisatrice de l'année de la biologie mathématique 2018.

## Publication
L'ESMTB est partenaire avec Springer qui publie la revue scientifique internationale à comité de lecture Journal of Mathematical Biology.